# SMG融媒体中心
SMG融媒体中心，全称上海广播电视台融媒体中心，原为SMG电视新闻中心（英语：SMGNEWS），是目前中華人民共和國国内电视新闻采编、制作、播出量最大的新闻机构之一，也是最具实力的电视新闻机构之一。原SMG电视新闻中心是上海广播电视台在2005年12月整合原东方卫视、上海电视台新闻综合频道和上海东方电视台娱乐频道的新闻资源组建而成，专业员工人数約500人。
2016年6月7日在此基础上，上海广播电视台进一步整合看看新闻网、上海外语频道的新闻资源，成立SMG融媒体中心，旗下全新的24小时互联网新闻频道看看新闻Knews24也正式开播，直至2018年11月13日停播。2021年3月25日上午，SMG融媒体中心成立科创传播部成立，同時看看新闻科创频道上线。2024年9月25日，原东方卫视中心、纪录片中心、融媒体中心撤并，组建新的融媒体中心。
目前，中心每天向东方卫视、新闻综合频道、看看新闻网和上海外语频道（ICS）提供各类新闻、评论、法治及社教专题节目，同时负责新闻综合频道的频道运营。

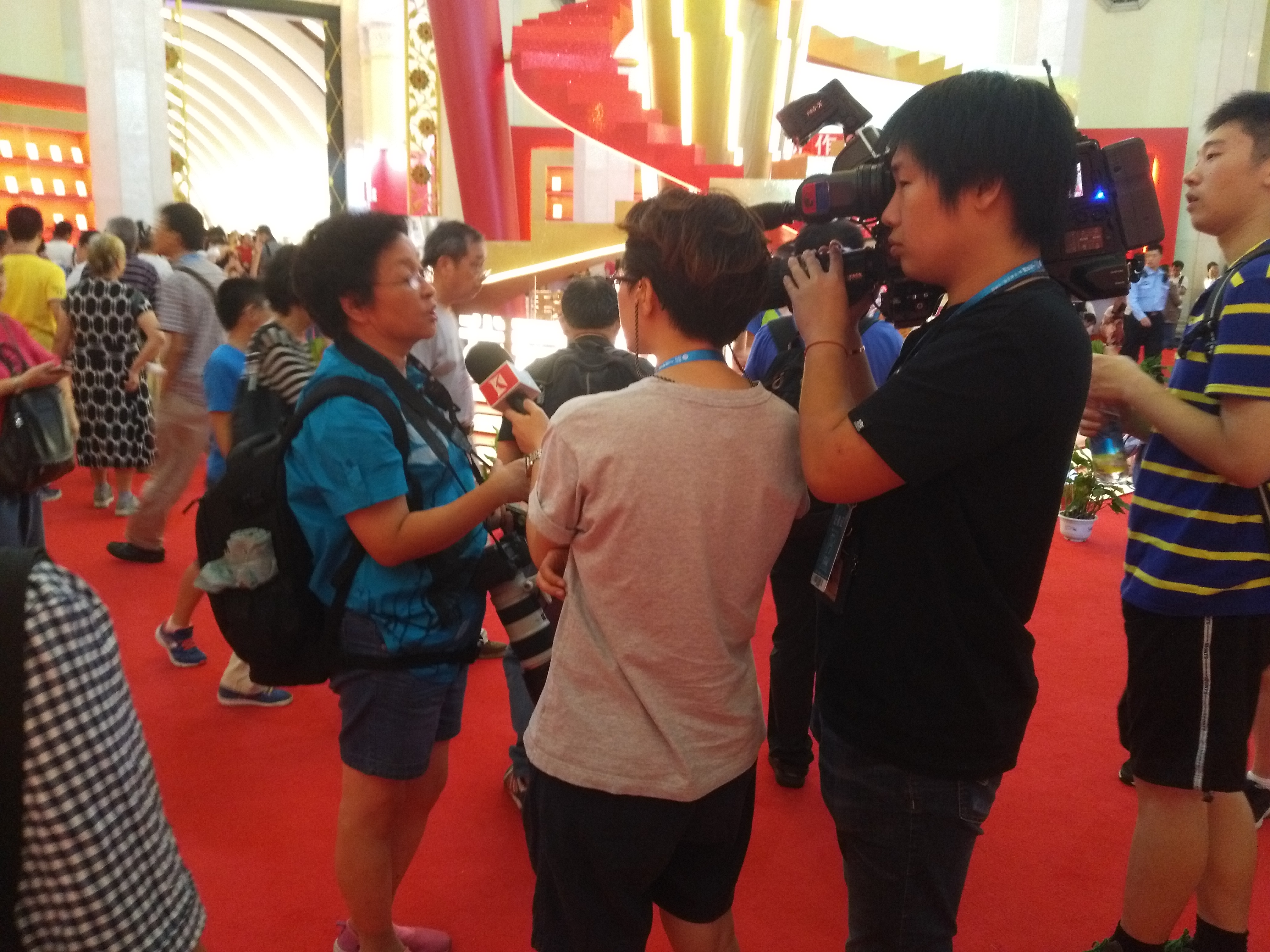
一位SMG融媒体中心采访记者在2018上海书展采访读者，手持带“看看新闻”标志的话筒。一旁有摄影记者，持带有东方卫视和上海电视台台标的摄影机

## 新闻节目
以下播出时间为正常情况下的播出时间（特定日期会作出调整）。

### 东方卫视新闻时段
| 節目     | 播放時間      | 播放日期       | 备注 |
| -------- | ------------- | -------------- | ---- |
| 看东方   | 07:00 - 08:59 | 星期一至五     |      |
| 看东方   | 07:00 - 08:09 | 星期六和星期日 |      |
| 看东方   | 07:00 - 07:59 | 部分节假日     |      |
| 午间30分 | 12:00 - 12:27 | 星期一至五     |      |
| 东方新闻 | 18:00 - 18:57 | 每日           |      |

### 新闻综合频道新闻时段
| 節目     | 播放時間      | 播放日期 | 备注 |
| -------- | ------------- | -------- | ---- |
| 上海早晨 | 07:00 - 08:55 | 每日     |      |
| 新闻坊   | 17:29 - 18:25 | 每日     |      |
| 新闻报道 | 18:30 - 19:00 | 每日     |      |
| 新闻透视 | 19:00 - 19:05 | 每日     |      |
| 观众中来 | 19:05 - 19:07 | 每日     |      |
| 新闻夜线 | 21:25 - 22:27 | 每日     |      |

### Knews24新闻时段
自2018年8月15日起，Knews24改为以新闻轮播（主要）和重大事件直播为主的新闻频道，同时停播所有固定节目。

## 时事、法治节目
| 節目         | 播放時間      | 播放日期   | 播放頻道     |
| ------------ | ------------- | ---------- | ------------ |
| 今晚         | 21:20 - 22:00 | 星期一至五 | 东方卫视     |
| 双城记       | 8:15-8:55     | 星期六     | 东方卫视     |
| 中国考古报道 | 12:00-12:30   | 星期六     | 东方卫视     |
| 环球交叉点   | 8:15-9:05     | 星期日     | 东方卫视     |
| 中国长三角   | 12:00-12:30   | 星期日     | 东方卫视     |
| 七分之一     | 19:15-19:45   | 星期六     | 新闻综合频道 |
| 七分之一     | 23:20-23:42   | 星期一     | 东方卫视     |
| 案件聚焦     | 19:15-19:45   | 星期一     | 新闻综合频道 |
| 案件聚焦     | 23:00-23:30   | 星期一     | 新闻综合频道 |
| 法治特勤组   | 19:15-19:45   | 星期二     | 新闻综合频道 |
| 法治特勤组   | 23:00-23:30   | 星期二     | 新闻综合频道 |
| 东方110      | 19:15-19:45   | 星期三、五 | 新闻综合频道 |
| 东方110      | 23:00-23:30   | 星期三、五 | 新闻综合频道 |
| 庭审纪实     | 19:15-19:45   | 星期四     | 新闻综合频道 |
| 庭审纪实     | 23:00-23:30   | 星期四     | 新闻综合频道 |

## 纪录片
2019年4月起，SMG制作的纪录片改由SMG纪录片中心制作，以下为2019年4月前该中心制作的纪录片。
- 人间世
- 中国面临的挑战（英文纪录片）

## 员工
| 管理层                      | 管理层                    | 管理层                                                      | 管理层                                                    | 管理层                                          |
| --------------------------- | ------------------------- | ----------------------------------------------------------- | --------------------------------------------------------- | ----------------------------------------------- |
| 吴茜 （主任）               | 陶秋石 （副主任）         | 宋炯明 （中心党委书记，兼任台长、集团总裁、集团党委副书记） |                                                           |                                                 |
| 东方卫视、KNEWS新闻中心主播 |                           |                                                             |                                                           |                                                 |
| 叶 蓉                       | 卜 凡                     | 袁 鸣                                                       | 何 婕                                                     | 李 菡                                           |
| 姜 波                       | 尹 红                     | 周 瑛                                                       | 于 飞                                                     | 雷小雪                                          |
| 柏栩栩                      | 何 卿                     | 叶子龙                                                      | 王 爽                                                     | 秦 忆                                           |
| 荣盛楠                      | 方 亭                     | 金佳睿                                                      |                                                           |                                                 |
| 上视新闻中心主播            |                           |                                                             |                                                           |                                                 |
| 印海蓉                      | 陶 淳                     | 林牧茵                                                      | 徐惟杰                                                    | 赵雅楠                                          |
| 臧 熹                       | 张译心                    | 刘 晔                                                       | 舒 怡                                                     | 王兆阳                                          |
| 路灿洋                      | 王 幸                     | 阿 丁（丁葆华）                                             | 黄 浩                                                     | 施 琰                                           |
| 朱亚南                      | 姜 波                     | 邢 航                                                       | 刘逸轩                                                    | 王优嘉                                          |
| 郭凯旋                      |                           |                                                             |                                                           |                                                 |
| 外语新闻中心主播            |                           |                                                             |                                                           |                                                 |
| 张介英                      | 陈 璇                     | 何 健                                                       | 爱新觉罗·贝                                               | Timothy Pope                                    |
| David Symington             | 王黎欢                    | 柏栩栩                                                      | 王 吟                                                     |                                                 |
| 手语主播                    |                           |                                                             |                                                           |                                                 |
| 唐文妍                      | 葛玉红                    | 张丽君                                                      | 顾 忠                                                     | 陈伊佳                                          |
| 寇辰珠                      | 萧 亮                     | 郭奕敏                                                      | 刘一民                                                    |                                                 |
| 主持人/嘉宾主持             |                           |                                                             |                                                           |                                                 |
| 杨 光 （《环球交叉点》）    | 袁 鸣 （《环球交叉点》）  | 李 菡 （《双城记》《东方新闻》）                            | 雷小雪 （《双城记》《今晚》《未来之城》《中国考古报道》） | 蒋昌建 （《今晚》）                             |
| 刘 凝 （《七分之一》）      | 訾力超 （《七分之一》）   | 陶 淳 （《案件聚焦》《庭审纪实》）                          | 王汝刚 （《新闻坊-闲话上海》）                            | 陈晓晨 （《东方110》）                          |
| 小森步 （《中日新视界》）   | 村田遥 （《中日新视界》） | Leonard Pratt （《Money Talks-On Reflection》）             | 何 婕 （《中国长三角》《今晚》）                          | 尹 凡 （《今晚》）                              |
| 秦 忆 （《今晚》）          | 叶子龙 （《案件聚焦》）   | 金佳睿 （《今晚》《海外路路通》）                           | 何 卿 （《上海摩天轮周末大放送》）                        | 荣盛楠 （《上海摩天轮周末大放送》《课外有课》） |
| 朱彦婷 （《东方110》）      |                           |                                                             |                                                           |                                                 |
| 本地新闻记者                |                           |                                                             |                                                           |                                                 |
| 宣克炅（首席）              | 冷 炜                     | 吴海平                                                      | 丁 桃                                                     | 邱旭黎                                          |
| 周 滢                       | 鱼志平                    | 丁元骐                                                      | 周 缇                                                     | 汤昊鹏                                          |
| 汤 铭                       | 朱玮逸                    | 李恩蟾                                                      | 靳 松                                                     | 陈慧莹                                          |
| 施 政                       | 周文韵                    | 黄逢佳                                                      | 韩 琼                                                     | 应冠文                                          |
| 陈 弋                       | 葛孝兰                    | 龚承一                                                      | 金普庆                                                    | 丁 璨                                           |
| 常 颖                       | 陈蓓儿                    | 洪焕铨                                                      | 毛鸿仁                                                    | 李 荣                                           |
| 刘 岚                       | 周 云                     | 朱 玫                                                       | 章海燕                                                    | 吴 骥                                           |
| 王 懋                       | 张 英                     | 施蒙纳                                                      | 邬治峰                                                    | 朱技(计)华                                      |
| 梁蔚浩                      | 潘 瑞                     | 王玉珊                                                      | 黄安芸                                                    | 王天峰                                          |
| 戴晶磊                      | 陈俊杰                    | 马 婕                                                       | 顾克军                                                    | 陈 斌                                           |
| 吴 琼                       | 张 蔚                     | 朱 磊                                                       | 朱 奕                                                     | 梁 晖                                           |
| 韩 展                       | 瞿轶羿                    | 师玉诚                                                      | 朱正炎                                                    | 李 怡                                           |
| 李吟涛                      | 沈 倩                     | 龚海韵                                                      | 顾怡玫                                                    | 谢丹青                                          |
| 王谧路                      |                           |                                                             |                                                           |                                                 |
| 区级电视台特约记者          |                           |                                                             |                                                           |                                                 |
| 倪格格 （崇明）             | 邱 波 （浦东）            | 潘窈窈 （浦东）                                             | 王文川 （浦东）                                           | 柴 斌 （浦东）                                  |
| 瞿煌俊 （黄浦）             | 瞿梨春 （）               | 龚燊龑 （）                                                 | 沈春琛 （浦东）                                           | 蔡陈皓 （浦东）                                 |
| 金霄雯 （）                 | 徐天程 （）               | 林鲲鹏 （）                                                 | 金 宏 （）                                                | 冯秋萍 （）                                     |
| 熊雪寒 （）                 | 王卫民 （）               | 陆俊彦 （浦东）                                             | 汤 颖 （）                                                | 杨镏箐 （浦东）                                 |
| 刘惠民 （）                 | 朱江昊 （）               | 王子亮 （）                                                 | 李 理 （）                                                | 郭心华 （）                                     |
| 李婷婷 （）                 | 杜永超 （）               | 王歆瑜 （）                                                 | 戴韶峰 （）                                               | 孙培杰 （）                                     |
| 顾舜丽 （青浦）             | 严欣慰 （青浦）           | 薛庆玮 （松江）                                             | 柴 杰 （）                                                | 吴会雄 （）                                     |
| 徐嘉卿 （）                 | 朱 洁 （浦东）            | 林心怡 （）                                                 | 杨佳俊 （）                                               | 张全权 （青浦）                                 |
| 张 健 （嘉定）              | 陈 盛 （松江）            | 黄佳星 （嘉定）                                             | 俞 超 （嘉定）                                            | 江 伟 （嘉定）                                  |
| 陈 涛 （虹口）              | 任威明 （虹口）           | 胡晓雯 （浦东）                                             | 王 亿 （浦东）                                            | 高 岭 （浦东）                                  |
| 叶刘琦 （浦东）             | 邵敏佳 （浦东）           | 张安琪 （浦东）                                             | 张永昌 （崇明）                                           | 巨现乐 （崇明）                                 |
| 田 玲 （）                  | 丁 文 （）                | 李弘宇 （）                                                 | 乐 怡 （浦东）                                            | 徐少巍 （浦东）                                 |
| 凌珊姗 （奉贤）             | 袁雪峰 （奉贤）           | 陈永良 （松江）                                             | 李晓康 （静安）                                           | 徐晓龙 （静安）                                 |
| 陈旻成 （金山）             | 叶高远 （奉贤）           | 樊国庆 （金山）                                             |                                                           |                                                 |
| 驻境内记者                  |                           |                                                             |                                                           |                                                 |
| 任彬源 （辽宁）             | 彭 晔 （四川）            | 鱼莎莎 （浙江）                                             | 周智敏 （浙江）                                           | 李 斌 （广东）                                  |
| 王 峥 （陕西）              | 黄 昕 （湖北）            | 孟 雷 （辽宁）                                              | 司晓帅 （辽宁）                                           | 董 燕 （北京）                                  |
| 符 雅 （海南）              | 敖德芳 （海南）           | 游明灵 （四川）                                             |                                                           |                                                 |
| 驻香港记者                  |                           |                                                             |                                                           |                                                 |
| 俞 骅 （香港）              | 张 韵 （香港）            |                                                             |                                                           |                                                 |
| 驻外记者                    |                           |                                                             |                                                           |                                                 |
| 宋看看 （东京）             | 张经义 （华盛顿）         | 任美星 （华盛顿）                                           | 王涛峰 （华盛顿）                                         |                                                 |
| 编辑记者                    |                           |                                                             |                                                           |                                                 |
| 孙晓旻                      | 杨智艺                    | 李蓓瑾                                                      | 杜 吉                                                     | 方 舒                                           |
| 施远立                      | 陈砚青                    | 黄贤至                                                      | 黄安芸                                                    |                                                 |
| 陈 钦                       | 陈之瑜                    | 李 懿                                                       | 王 仲                                                     | 陈 娴                                           |
| 蔡晨艺                      | 徐思韻                      | 乐 娅                                                       |                                                           |                                                 |
| 外语新闻记者/编辑           |                           |                                                             |                                                           |                                                 |
| Stuart Clark                | 孙蔡沁                    | 奚宇帆                                                      | 宋雯婧                                                    | 袁辰玥                                          |
| 徐新晨                      | 张 乐                     | 李雪菲                                                      | 孙思奇                                                    | Marc Tessier                                    |
| 陈 童                       | Leonard Pratt             | 黄苑卿                                                      | 沈 林                                                     | 刘清扬                                          |
| 周宏妍                      | 邵瑛里                    |                                                             |                                                           |                                                 |